# Moslim ibn Aghil
Moslim ibn Aqîl (arabe: مسلم بن عقيل الهاشمي), né à Médine, 642/643  et mort à Koufa, 10 septembre 680, est un partisan et cousin de Hussein ibn Ali ibn Abi talib.
Moslim est le fils de Aqeel ibn Abu Talib (en) et un membre du clan de Banu Hashim. Les habitants de Koufa firent appel à Hussein pour renverser la dynastie des Omeyyades après l'accession de Yazid Ier au califat. Désireux de tester la loyauté des gens de Koufa, il leur envoya son cousin, Moslim ibn Aqîl, un guerrier renommé, pour rendre compte de la situation. Moslim écrivit à Hussein, l'assurant de leur loyauté, avant de comprendre que les 30 000 disciples qu'il avait formés le trahiraient. Il fut exécuté par le nouveau gouverneur, Ubayd Allah ben Ziyad, le 9 Dhou al-hijja, de l'an 60 AH. (Septembre 680). Il est enterré derrière la Grande mosquée de Koufa.